# Rio Guadalupe (Espanha)
O rio Guadalupe ou Guadalupejo é um rio localizado no oeste da Península Ibérica, afluente da margem direita do rio Guadiana, que deságua no oceano Atlântico. Seu curso atravessa as províncias espanholas de Cáceres e Badajoz.

## Curso
O Guadalupe nasce em Pedreras de los Hollicios, nas proximidades de La Villuerca.
Deságua no Guadiana em direção ao sul, na Barragem de García Sola, a apenas 1,5 quilômetros a leste de Valdecaballeros. Próximo à sua foz, encontra-se a Central Nuclear de Valdecaballeros, atualmente desativada, além de uma pequena barragem.

## Etimologia
Acredita-se que o nome tenha origem na expressão em árabe: وادي اللب; romaniz.: hidden river ("rio oculto") ou "rio do núcleo", devido ao estreitamento do curso do rio nas proximidades da cidade de Guadalupe.[carece de fontes?]
Outra explicação etimológica, comum na internet, sugere que o nome derive da palavra árabe wadi ("vale" ou "rio") e da palavra latina lupus ("lobo"). No entanto, alguns estudiosos consideram improvável essa combinação de árabe  com latim, propondo como alternativa a origem no árabe "Wadi-al-lub", que significaria "rio com pedras pretas em seu leito".